# Chlorovibrissea
Chlorovibrissea is een  geslacht van schimmels uit de orde Helotiales. De familie is nog niet eenduidig bepaald (incertae sedis).

## Soorten
Volgens Index Fungorum telt het geslacht zeven soorten (peildatum januari 2022):
| Soortnaam                    | Auteur(s)                                             | Publicatiejaar |
| ---------------------------- | ----------------------------------------------------- | -------------- |
| Chlorovibrissea albofusca    | (G.W. Beaton) Sand.-Leiva, A.I. Romero & P.R. Johnst. | 2014           |
| Chlorovibrissea bicolor      | (G.W. Beaton & Weste) L.M. Kohn                       | 1989           |
| Chlorovibrissea chilensis    | Sand.-Leiva, A.I. Romero & P.R. Johnst.               | 2014           |
| Chlorovibrissea korfii       | H.D. Zheng & W.Y. Zhuang                              | 2017           |
| Chlorovibrissea melanochlora | (G.W. Beaton & Weste) L.M. Kohn                       | 1989           |
| Chlorovibrissea phialophora  | Samuels & L.M. Kohn                                   | 1989           |
| Chlorovibrissea tasmanica    | (Rodway) L.M. Kohn                                    | 1989           |